# Dunaferr SE (röplabda)
A Dunaferr SE 1951-ben alakult dunaújvárosi székhelyű magyar egyesület röplabda-szakosztálya. 1984 óta az NB I-ben játszanak. Legnagyobb sikerük a 2002-ben megszerzett bajnoki cím, kétszer (2001, 2004) játszhattak még bajnoki döntőt, és hatszor szerezték meg a bronzérmet. Magyar Kupa-döntőben kétszer szerepeltek, két ezüstérmet szereztek.

## Története
A klub a 2014/2015-ös szezonban a Nemzeti Bajnokság I. versenyen vett részt.
Az elmúlt két bajnokságban viszont egy megfiatalított csapattal vágtak neki a bajnokságnak, s így 2015-ben nyolcadikak, 2016-ban viszont már ötödikek lettek.

## Legjobb eredmények
- Bajnok: 1× (2002)
- Ezüstérmes: 2×(2001, 2004)
- Bronzérmes: 6× (1998, 1999, 2003, 2008, 2010, 2011)
- Magyar Kupa-döntős: 2× (2008, 2011)[1]

## 2019/2020-as szezon
A csapat az NB I 'B' csoportjában kezdte meg a szezont. Itt 11 meccsből 5 győzelemmel és 6 vereséggel a 4. helyet sikerült megszerezni. Így az NB I Liga alapszakaszába kerültek. Itt a Szolnok, Székesfehérvár, Sümeg, Szeged és Pécs csapatával mérkőztek meg. A koronavírus járvány okozta helyzetben a Magyar Röplabda Szövetség április 3-ig minden mérkőzést felfüggesztett, majd az addig kialakult sorrend szerint hirdetett eredményt és zárta le a szezont.[forrás?]

## 2020/2021-es szezon
Az előző évi csonka-szezon eredményeképp a Dunaferr SE röplabdásai az NB I Extraliga alapszakaszába kerültek. Első meccsüket szeptember 19-én a MAFC-MBE otthonában játsszák. A csoportban szerepel még tavalyi kupagyőztes és a bajnokságok lefújását követően az élen álló Pénzügyőr SE, a Kecskemét, a Kaposvár, a Kazincbarcika és a Debreceni Egyetem együttese is.[forrás?]

## Utánpótlás
A felnőtt csapat utánpótlását a DSE Röplabda Akadémia végzi. Számos fiatal játékos szerepel a felnőtt osztályban is.